# Philia
Philia (Oudgrieks: φιλία) is een van de vier Oudgriekse woorden voor liefde: philia, storge, agape en eros. In de Ethica Nicomachea van Aristoteles wordt filia gewoonlijk vertaald als 'vriendschap' of genegenheid. Het tegenovergestelde wordt een fobie genoemd.

## Aristoteles' visie
Zoals Gerard Hughes opmerkt, geeft Aristoteles in de boeken VIII en IX van zijn Ethica Nicomachea voorbeelden van philia, waaronder:
jonge geliefden (1156b2), vrienden voor het leven (1156b12), steden met elkaar (1157a26), politieke of zakelijke contacten (1158a28), ouders en kinderen (1158b20), medereizigers en medesoldaten (1159b28), leden van dezelfde religieuze vereniging (1160a19), of van dezelfde stam (1161b14), een schoenmaker en degene die bij hem koopt. (1163b35) 
Al deze verschillende voorbeelden van relaties houden in dat je prima met iemand overweg kunt, hoewel Aristoteles soms suggereert dat er iets nodig is dat meer op daadwerkelijke sympathie lijkt. Wanneer hij het heeft over het karakter of de instelling die valt tussen onderdanigheid of vleierij aan de ene kant, en norsheid of ruziezucht aan de andere kant, zegt hij het volgende over deze situatie:
heeft geen naam, maar het lijkt het meest op [philia]; want het karakter van de persoon in de tussenliggende staat is precies wat we bedoelen als we over een fatsoenlijke vriend spreken, behalve dat de vriend ook dol op ons is. (1126b21)
Deze passage geeft ook aan dat, hoewel breed, het begrip filia wederzijds moet zijn, en dus relaties met levenloze objecten uitsluit, hoewel filia met dieren, zoals huisdieren, is toegestaan (zie 1155b27–31), hoewel het overweegt dat levenloze objecten ook ‘levenloos lief kunnen hebben’.
In zijn Retorica definieert Aristoteles de activiteit die betrokken is bij filia (τὸ φιλεῖν) als:
voor iemand willen wat je goed acht, ter wille van hemzelf en niet voor jezelf, en geneigd zijn, voor zover je kunt, zulke dingen voor hem te doen. (1380b36 – 1381a2)
John M. Cooper stelt dat dit aangeeft:
dat het centrale idee van φιλíα is dat iemand het goed doet omwille van zichzelf, uit zorg voor hem (en niet, of niet louter, uit zorg voor zichzelf). [... Dus] de verschillende vormen van φιλíα [zoals hierboven opgesomd] kunnen worden gezien als verschillende contexten en omstandigheden waarin dit soort wederzijds welzijn kan ontstaan. 
Aristoteles ziet filia als noodzakelijk als een middel tot geluk ("niemand zou ervoor kiezen om zonder vrienden te leven, ook al had hij alle andere goederen" [1155a5 – 6]) en als nobel of fijn (καλόν) op zichzelf.

## Soorten vriendschappen
Aristoteles verdeelt vriendschappen in drie types, gebaseerd op het motief om ze te vormen: nuttige vriendschappen, pleziervriendschappen en vriendschappen van het goede.

### Nuttige vriendschappen
Nuttige vriendschappen zijn relaties die ontstaan, zonder rekening te houden met de ander. Voor het kopen van koopwaar kan bijvoorbeeld een ontmoeting met een andere persoon nodig zijn, maar meestal slechts een zeer oppervlakkige relatie tussen de koper en de verkoper nodig. In het moderne Nederlands zouden mensen in zo'n relatie niet eens vrienden worden genoemd, maar kennissen. De enige reden dat deze mensen communiceren, is om dingen te kopen of verkopen. Op zich is dat geen slechte zaak, maar zodra die motivatie weg is, verdwijnt ook de relatie tussen de twee mensen, tenzij er een andere motivatie wordt gevonden. Klachten en ruzies ontstaan doorgaans alleen in dit soort vriendschappen.

### Pleziervriendschappen
Op het volgende niveau zijn pleziervriendschappen, gebaseerd op genot in het gezelschap van andere mensen. Mensen die samen drinken of een hobby delen, kunnen zulke vriendschappen hebben. Deze vrienden kunnen ook echter uit elkaar gaan, als ze niet langer genieten van de gedeelde activiteit, of er niet langer samen aan kunnen deelnemen.

### Vriendschappen van het goede
Vriendschappen van het goede zijn vriendschappen waarbij beide vrienden genieten van elkaars karakters. Zolang beide vrienden dezelfde karakters behouden, zal de relatie voortduren. Het motief achter de vriendschap is de zorg voor de vriend. Dit is het hoogste niveau van filia, en zou in het moderne Nederlands echte vriendschap genoemd kunnen worden.
Niet alle banden van filia brengen wederkerigheid met zich mee, merkt Aristoteles op. Enkele voorbeelden hiervan zijn de liefde van vader tot zoon, van ouder tot jongere of van heerser tot onderdaan. Over het algemeen zijn de banden van filia echter wederkerig en zelfs symmetrisch. 
Als filia een vorm van liefde is, heeft Thomas Jay Oord betoogd dat het zo moet worden gedefinieerd, dat het de liefde niet tegenspreekt. Oord definieert filia als een opzettelijke reactie, om het welzijn te bevorderen bij het samenwerken met of vriendschap sluiten met anderen. Zijn philia heeft niet alleen die betekenis. Philia geeft mensen ook authentieke vriendschap.